# Кокс, Бриттени
Бриттени Кокс (англ. Britteny Cox; род. 29 сентября 1994 года) — австралийская фристайлистка, специализирующаяся в могуле. Чемпионка мира, обладательница Кубка мира. Участница трёх Олимпиад.

## Карьера
Бриттени Кокс дебютировала в Кубке мира в пятнадцатилетнем возрасте 14 января 2010 года на этапе в американском Дир-Вэлли, где заняла 34-е место. Несмотря на это она попала в состав олимпийской сборной на Игры в Ванкувере и стала самой юной участницей этой Олимпиады. В квалификации соревнований могулисток австралийка показала 23-й результат и не прошла в финальную попытку.
В 2014 году на сочинской Олимпиаде Кокс выступила значительно успешнее, пробившись в третий финал, где заняла пятое место. Через год на мировом первенстве в Австрии завоевала бронзовую медаль в одиночном могуле.
Удачным для Бриттени получился сезон 2016/17. На первом этапе в финском Куусамо австралийка одержала свою первую в карьере победу, а всего в сезоне первенствовала на семи этапах из десяти, а еще дважды занимала третье место. Результатом такой стабильности стали победы в зачёте могула, а также в общем зачёте Кубка мира по фристайлу. На первенстве мира, которое прошло в Испании, Кокс также не знала себе равных в одиночном могуле, завоевав золотую медаль. В параллельном могуле стала седьмой.
В олимпийском сезоне Бриттени Кокс еще до Игр выиграла два этапа и в Пхёнчхане была одним из фаворитов в соревновании могулисток. Австралийка уверенно прошла все предварительные раунды и со вторым результатом прошла в третий финальный раунд. Там она показала быстрейшую попытку, но не слишком высокие баллы за акробатику и прохождение бугров принесли Кокс только лишь пятое место.

## Победы в Кубке мира
По состоянию на 13 февраля 2018
| Дата            | Место проведения | Дисциплина         |
| --------------- | ---------------- | ------------------ |
| 10 декабря 2016 | Рука             | могул              |
| 13 января 2017  | Лейк-Плесид      | могул              |
| 28 января 2017  | Калгари          | могул              |
| 4 февраля 2017  | Дир-Вэлли        | параллельный могул |
| 11 февраля 2017 | Пхёнчхан         | могул              |
| 18 февраля 2017 | Сембоку          | могул              |
| 26 февраля 2017 | Тайву            | параллельный могул |
| 9 декабря 2017  | Рука             | могул              |
| 6 января 2018   | Калгари          | могул              |